# Cadenero (guardia de seguridad)

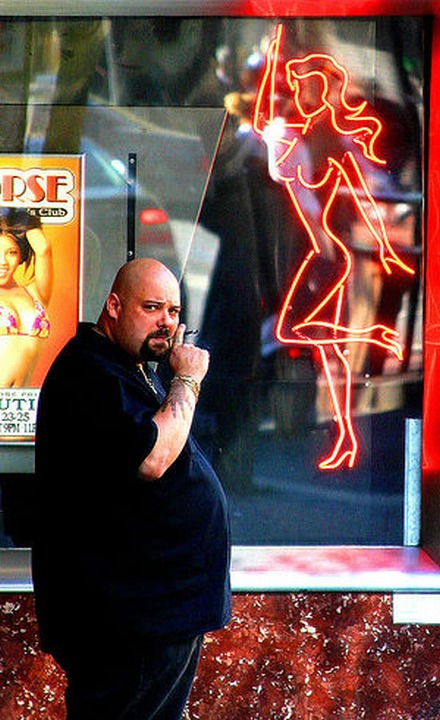
Un sacabullas ante la puerta de un club de strip-tease en San Francisco (California).

Un cadenero, gorila, patovica, portero, sacaborrachos, sacamaloras o sacabullas es un empleado en lugares como barras, discotecas o recitales de música popular para proporcionar seguridad, comprobar las edades y negar la entrada a un lugar basado en criterios tales como la embriaguez, comportamiento agresivo, u otras normas. A menudo se les requiere donde el tamaño de la muchedumbre, clientela o consumo de alcohol puede crear discusiones o peleas frecuentes.

## Funciones
La principal tarea de un gorila es mantener a los menores de edad, borrachos, agresivos y otros individuos fuera del establecimiento. Algunos clubes también requieren que sus sacabullas protejan a clientes basados en la raza o grupo cultural, que puedan infringir las leyes contra la discriminación en muchos países occidentales. En algunos clubes, los sacabullas usan detectores de metal y registradores de cuerpo para impedir a clientes introducir al local piezas ilegales o potencialmente peligrosas, como drogas y armas.
Un papel secundario a menudo incluye el seguimiento del comportamiento de los clientes para garantizar que las normas y reglamentos del establecimiento sobre el alcohol se respetan. Los sacabullas también aseguran que los clientes no dañen la barra o la propiedad del lugar y mobiliarios. Generalmente, también deben resolver conflictos dentro del establecimiento, que pueden implicar advertencias verbales o infracciones de normas, separar físicamente individuos y grupos, o asegurar que alborotadores (es decir, aquellos que se ponen demasiado revoltosos, borrachos, o discutidores) abandonen el establecimiento.
Los sacabullas también pueden ser responsables de recoger una entrada, o el "consumo", y comprobar la identificación (especialmente en lo que respecta a la edad legal para la entrada de los clientes y el consumo de alcohol).

## Nombres notables
- Al Capone, gánster de Chicago, trabajó en sus primeros años como un camarero y portero.[6]
- Vin Diesel, actor estadounidense que creó su seudónimo para proteger su anonimato cuando trabajaba como sacabullas.[7]
- Vincent D'Onofrio, actor estadounidense en Law & Order: Criminal Intent, entre otras películas y series, trabajó durante un tiempo en su juventud como sacaborrachos.[8]
- Michael Clarke Duncan, actor estadounidense y antiguo sacabullas que también trabajó como un guardaespaldas para varios famosos.[9]
- Luc Havan, gorila estadounidense que golpeó a al alcoholizado bajista Jaco Pastorius[10]dejándolo en coma hasta el día de su muerte.
- Ivan Doc Holiday, sacabullas canadiense, productor del club nocturno de Bouncersbible, y autor del libro The Cooler's Grimoire.
- Christopher Michael Langan, considerado «el hombre más inteligente de Estados Unidos» (con un CI de 195), fue portero de bar por más de 20 años.[11]
- Avigdor Lieberman, político israelí y líder de Israel Beitenu.
- Lenny McLean, campeón de boxeo sin guantes de peso pesado quien también trabajó como portero en clubes nocturnos prestigiosos de Londres.[12]
- Limbert Burgos, barrabrava que solía juntarse con camaradas para cuidar su barrio de posibles ladrones.
- Lenny Montana, antiguo luchador profesional estadounidense y posterior actor famoso por su papel como Luca Brasi en las películas de El Padrino, quien trabajó como un sacabullas durante los años 1950 y 1960.
- Road Warrior Animal (Joseph Laurinaitis), una estrella de tag-team de professional wrestling quien trabajó como un sacabullas.[13]
- Glenn Ross, sacabullas de Irlanda del Norte y forzudo.[14]
- Mr. T o Laurence Tureaud, actor estadounidense, antiguo sacabullas y dos veces ganador de la competición "Sacabullas más resistente de América".[15]
- Geoff Thompson, sacabullas británico y autor del libro Watch My Back.[16]
- El papa Francisco, quien reveló en una audiencia que entre sus múltiples trabajos antes de la vida espiritual se había dedicado a ser patovica.[17]
- Hivanderwolf ("El Lobo"), precursor del cambio en bares y antros, catalogado como el mejor en su tiempo por su destreza e inteligencia para resolver conflictos.